# Neustadt, Eichsfeld
Neustadt là một đô thị thuộc huyện Eichsfeld nước Đức. Đô thị này có diện tích 3,59 km², dân số thời điểm 31 tháng 12 năm 2006 là 703 người.